# Redbank
Redbank är en del av en befolkad plats i Australien. Den ligger i kommunen Ipswich och delstaten Queensland, omkring 22 kilometer sydväst om delstatshuvudstaden Brisbane. Antalet invånare är 1 046.
Runt Redbank är det tätbefolkat, med 286 invånare per kvadratkilometer.. Närmaste större samhälle är Ipswich, nära Redbank. 
I omgivningarna runt Redbank växer huvudsakligen savannskog. Genomsnittlig årsnederbörd är 1 252 millimeter. Den regnigaste månaden är januari, med i genomsnitt 248 mm nederbörd, och den torraste är oktober, med 34 mm nederbörd.